# Pieralfonso Fratta Pasini
Pieralfonso Fratta Pasini (Verona, 2 febbraio 1959) è un politico italiano.

## Biografia
Agente assicurativo e agente procuratore dal 1986, è uno dei soci fondatori del club di servizio "Round Table" del Benaco.
È padre di due figli.

## Carriera

### Incarichi di partito e attività politica
Inizia la sua attività politica aderendo al Partito Liberale di cui è vicesegretario cittadino e tesoriere a Verona.
Nel 1994 aderisce a Forza Italia, assumendo i ruoli di delegato del collegio 2 di Verona, coordinatore cittadino, e vice coordinatore regionale del Veneto.
Il 14 marzo 2012 si dimette dal Popolo della Libertà, partito di cui era membro dalla sua fondazione nel 2009. Annuncia  la nascita di una lista civica indipendente a sostegno del sindaco uscente Tosi, e il 7 giugno crea Passione e Libertà, lista civico di ideali liberali, appoggiata dalla tre istituzioni finanziarie di Verona: a Cattolica Assicurazioni e la Fondazione Cariverona e il Banco Popolare, di cui era presidente suo cugino, l'avvocato Carlo Fratta Pasini.

### Incarichi istituzionali e attività parlamentare
Viene eletto per la prima volta deputato di Forza Italia nel 1996 (XIII legislatura), entrando a far parte della XI commissione permanente - Lavoro pubblico e privato, del comitato permanente per la formazione e della XIII commissione permanente - Agricoltura.
Rieletto nel 2001 (XIV Legislatura), fa parte della XI commissione permanente - Lavoro pubblico e privato, della XIV commissione - Politiche Unione europea e della XIII Commissione - Agricoltura. È anche componente del direttivo del gruppo parlamentare di Forza Italia con delega alla segreteria generale e ai rapporti con le categorie.
Nelle elezioni politiche del 2006 (XV legislatura) viene rieletto per la terza volta alla Camera dei deputati col ruolo di vicepresidente del gruppo parlamentare di Forza Italia con delega alla segreteria generale, e fa parte della X commissione - Attività Produttive.

### Incarichi e attività negli enti locali
Dal 1994 al 1998 copre la carica di consigliere comunale a Verona e, primo degli eletti nella lista Forza Italia - CCD alle elezioni amministrative, di presidente del consiglio comunale dal giugno 1994 al maggio 1996.
Nominativo con più preferenze di voto nella lista di Forza Italia, cinque anni più tardi viene approvata una sua proposta di legge che raddoppia le pene detentive per il reato di violazione di domicilio
Da giugno 2007 a maggio 2012, è presidente del consiglio comunale di Verona, nell'ottobre 2009 è eletto vice presidente vicario del coordinamento dei consigli comunali italiani nel corso della XXVI assemblea annuale dell'ANCI, svoltasi a Torino. A maggio del 2011, annuncia in tale veste l'avvio di iniziative politiche e legali contro il taglio dei permessi retribuiti ai consiglieri comunali, ridotti dalla giornata lavorativa completa al tempo di viaggio e delle attività assembleari di dibattito e voto.
Nel 2014 è nominato nel Cda di Aerogest, fondata da Camera di commercio, Provincia e Comune di Verona più la Provincia di Trento, e prima azionista al 47% della società che controlla gli scali di Verona e Brescia, nel cui capitale entra con una quota iniziale del 35% il gruppo Save, gestore degli aeroporti di Venezia e Treviso.